# 伊藤毅 (音響工学者)
伊藤 毅（いとう たけし、1918年5月3日 - 1999年9月11日）は日本の音響工学者。
1964年東京オリンピックの開・閉会式の音響をまとめた功績等が評価され、NHK放送文化賞などを受賞した。

## 略歴
- 1942年（昭和17年） - 早稲田大学理工学部電気工学科卒業。
- 1949年（昭和24年） - 早稲田大学助教授。
- 1959年（昭和34年） - 早稲田大学教授。工学博士。
- 1989年（平成元年） - 早稲田大学定年退職、同大学名誉教授。

## 役職
- 1974年 - 日本オーディオ協会常任理事
- 1975-1977年 - 日本音響学会会長
- 1978年 - Acoustical Society of America, Fellow
- 1979年 - Audio Engineering Society of America, Fellow
- 1982年 - 日本音響学会名誉会員
- 1983年 - AES Life Fellow

## 受賞
- 1969年 - 通商産業大臣表彰（音響機器のJIS制定普及につき）
- 1977年 - 大隈記念学術褒章受章
- 1978年 - 藍綬褒章受章
- 1979年 - 電子通信学会昭和53年著述賞受賞
- 1988年 - 第39回日本放送協会放送文化賞受賞
- 1990年 - 勲三等瑞宝章、従五位
- 1999年 - 勲二等瑞宝章、正五位

## 著書
- 音響工学原論（上）、（下）（1955年）
- 騒音制御工学（1969年）
- 音響工学（1977年）

## 音楽歴
- 1937 - 1943年（昭和12年 - 18年）平岡次郎に師事。ピアノと作曲を学ぶ。
- 1939 - 1940年（昭和14 - 15年）尾崎宗吉に和声法と対位法を学ぶ。
- 1940 - 1944年（昭和15 - 19年）諸井三郎に師事、作曲法を学ぶ。
- 1987年（昭和62年 - ）日本作曲家協議会会員。
- 1989年（平成元年）CD『伊藤毅ピアノ作品集』。